# أندي بارلو
أندي بارلو (بالإنجليزية: Andy Barlow)‏ هو لاعب كرة قدم بريطاني في مركز ظهير ‏، ولد في 24 نوفمبر 1965 في أولدم في المملكة المتحدة. لعب مع أولدهام أثلتيك وبرادفورد سيتي ونادي بلاكبول ونادي روتشديل.

## وصلات خارجية
- أندي بارلو على موقع قاعدة بيانات كرة القدم.إي يو (الإنجليزية)
- أندي بارلو على موقع Soccerbase.com (لاعب) (الإنجليزية)
- أندي بارلو على موقع عالم كرة القدم.نت (الإنجليزية)